# Skærbæk (Tønder)
Skærbæk (Duits: Scherrebek) is een plaats en voormalige gemeente in Denemarken.

## Voormalige gemeente
De oppervlakte bedroeg 360,23 km², inclusief het eiland Rømø. De gemeente telde 7294 inwoners.
Sinds 1 januari 2007 hoort de oud gemeente bij gemeente Tønder.

## Plaats
De plaats Skærbæk telt 3096 inwoners (2007). De wegen 175 (oost-west) en 11 (noord-zuid) doorsnijden Skærbæk; verder heeft de plaats een spoorwegstation aan de spoorlijn Bramming - Tønder.
- Gemeinsame Normdatei: 4105898-7
- Library of Congress Control Number: n82114947
- Nationale Bibliotheek van Israël: 987007557557305171
- Virtual International Authority File: 130056712
- WorldCat: E39PBJtxkK8gqtYBB7jHJFTrbd